# Helena Budzisz
Helena Budzisz (ur. 4 stycznia 1952 we Władysławowie) – polska polityk, posłanka na Sejm PRL VIII kadencji. 

## Życiorys
Córka Józefa i Jadwigi z domu Schmidt. W 1974 uzyskała tytuł zawodowy magistra ekonomii na Wydziale Ekonomiki Produkcji Uniwersytetu Gdańskiego. Kierownik Ośrodka Elektronicznego Przetwarzania Danych w PPiUR „Szkuner” we Władysławowie. Pełniła mandat radnej Miejskiej Rady Narodowej we Władysławowie, a w latach 1982–1985 mandat posłanki na Sejm PRL VIII kadencji w okręgu Gdynia z ramienia Polskiej Zjednoczonej Partii Robotniczej. Zasiadała w Komisji Gospodarki Morskiej i Żeglugi, Komisji Kultury oraz w Komisji Współpracy Gospodarczej z Zagranicą i Gospodarki Morskiej.
Była główną księgową PPHU BMC. Od 2007 prowadzi własną działalność gospodarczą z zakresu księgowości.